# Libertas Termini 2000-2001
La stagione 2000-2001 della Libertas Termini è stata la prima disputata in Serie A1 femminile.
Sponsorizzata dalla Vini Corvo, la società palermitana si è classificata al decimo posto in A1 e si è salvata ai play-out.

## Verdetti stagionali
Competizioni nazionali
- Serie A1:

stagione regolare: 10º posto su 14 squadre (10-16);
play-out: salvo in semifinale contro Faenza (2-1).

## Rosa
| Giocatrici |
| ---------- |

| N° | Naz.                   | Ruolo | Sportivo             | Anno | Alt. |  |
| -- | ---------------------- | ----- | -------------------- | ---- | ---- |  |
|    | Italia (bandiera)      | P     | Giusy Augetto        | 1980 | 165  |  |
|    | Italia (bandiera)      | C     | Tania Ferrazza       | 1974 | 196  |  |
|    | Stati Uniti (bandiera) | A     | Stacey Ford          | 1969 | 188  |  |
|    | Italia (bandiera)      | P     | Adalgisa Impastato   | 1974 | 178  |  |
|    | Italia (bandiera)      | G     | Francesca Mannucci   | 1977 | 172  |  |
|    | Italia (bandiera)      | G     | Paola Mauriello      | 1981 | 184  |  |
|    | Italia (bandiera)      | G     | Tatiana Pagano       | 1973 | 175  |  |
|    | Italia (bandiera)      | AC    | Felicia Pentimone    | 1969 | 184  |  |
|    | Italia (bandiera)      | G     | Patrizia Scannaliato | 1972 | 170  |  |
|    | Lettonia (bandiera)    | AC    | Diāna Skrastiņa      | 1972 | 187  |  |
|    | Stati Uniti (bandiera) | A     | Shauna Tubbs         | 1973 | 188  |  |
|    | Italia (bandiera)      | G     | Enza Aglieri Zinella | 1971 | 176  |  |

| Staff tecnico                         |
| ------------------------------------- |
| Allenatore: Francesco Scimeca         |
| Aiuto allenatore: Francesco Battaglia |
| Medico sociale: Maurizio Savoiardo    |
| Preparatore atletico: Desmond Folayan |
| Fisioterapista: Giusy Matita          |

| Under aggregate alla prima squadra |
| ---------------------------------- |

| N° | Naz.              | Ruolo | Sportivo           | Anno | Alt. |  |
| -- | ----------------- | ----- | ------------------ | ---- | ---- |  |
|    | Italia (bandiera) | G     | Felicia Di Bari    | 1980 | 170  |  |
|    | Italia (bandiera) | AC    | Valentina Vega     | 1982 | 195  |  |
|    | Italia (bandiera) | G     | Graziella Sarraino | 1983 | 180  |  |

## Dirigenza
La dirigenza è composta da:
- Presidente: Giuseppe Scimeca
- Vicepresidente: Osvaldo Damigella
- Dirigente responsabile: Salvatore Scimeca
- Addetto stampa: Giuseppe Longo
- General manager: Francesco Scimeca
- Dirigente addetto agli arbitri: Antonio Sperandeo
- Responsabile relazioni esterne: Francesco Parisi
- Dirigente accompagnatore e segretario: Michele Cannavò

## Statistiche
| Giocatrice  | Gare | Punti | Minuti | Falli | Falli | Tiri da due | Tiri da due | Tiri da due | Tiri da tre | Tiri da tre | Tiri da tre | Tiri liberi | Tiri liberi | Tiri liberi | Rimbalzi | Rimbalzi | Palle | Palle | Assist | Val. |
| Giocatrice  | Gare | Punti | Minuti | C     | S     | R           | T           | %           | R           | T           | %           | R           | T           | %           | O        | D        | P     | R     | Assist | Val. |
| ----------- | ---- | ----- | ------ | ----- | ----- | ----------- | ----------- | ----------- | ----------- | ----------- | ----------- | ----------- | ----------- | ----------- | -------- | -------- | ----- | ----- | ------ | ---- |
| Skrastinja  | 29   | 478   | 1107   | 68    | 172   | 109         | 247         | 44,1        | 23          | 78          | 29,5        | 191         | 236         | 80,9        | 41       | 80       | 81    | 62    | 17     | 463  |
| Ford        | 29   | 464   | 1048   | 85    | 126   | 188         | 358         | 52,5        | 0           | 0           |             | 88          | 139         | 63,3        | 66       | 165      | 89    | 63    | 12     | 501  |
| Mauriello   | 29   | 355   | 934    | 101   | 71    | 83          | 181         | 45,9        | 46          | 130         | 35,4        | 51          | 68          | 75,0        | 16       | 54       | 85    | 54    | 20     | 185  |
| Impastato   | 29   | 247   | 1025   | 72    | 112   | 49          | 112         | 43,8        | 27          | 86          | 31,4        | 68          | 109         | 62,4        | 11       | 46       | 101   | 75    | 41     | 196  |
| Ferrazza    | 29   | 246   | 699    | 107   | 62    | 96          | 189         | 50,8        | 0           | 1           | 0,0         | 54          | 70          | 77,1        | 48       | 98       | 50    | 48    | 17     | 252  |
| Pentimone   | 28   | 70    | 432    | 42    | 18    | 28          | 68          | 41,2        | 1           | 5           | 20,0        | 11          | 25          | 44,0        | 20       | 39       | 24    | 45    | 4      | 72   |
| Mannucci    | 11   | 46    | 148    | 4     | 7     | 11          | 28          | 39,3        | 7           | 22          | 31,8        | 3           | 5           | 60,0        | 1        | 1        | 17    | 9     | 0      | 9    |
| Scannaliato | 22   | 39    | 183    | 18    | 11    | 7           | 23          | 30,4        | 6           | 24          | 25,0        | 7           | 9           | 77,8        | 5        | 10       | 21    | 17    | 2      | 9    |
| Augetto     | 22   | 33    | 212    | 13    | 19    | 8           | 28          | 28,6        | 2           | 7           | 28,6        | 11          | 16          | 68,8        | 1        | 8        | 46    | 17    | 2      | -9   |
| Pagano      | 9    | 0     | 36     | 3     | 1     | 0           | 2           | 0,0         | 0           | 0           |             | 0           | 0           |             | 0        | 1        | 3     | 0     | 0      | -6   |
| Tubbs       | 1    | 0     | 1      | 1     | 0     |             | 0           |             | 0           | 0           |             | 0           | 0           |             | 0        | 0        | 0     | 0     | 0      | -1   |